# Giuliano di Roma
Giuliano di Roma (Gigliànë in dialetto giulianese) è un comune italiano di 2 296 abitanti della provincia di Frosinone nel Lazio.

## Geografia fisica

### Territorio
Il centro storico è posto alle falde del Monte Siserno (789 m), su una collina a 365 metri s.l.m. . Il territorio comunale si presenta per un terzo collinoso e per due terzi montagnoso. Tra le cime che si elevano, sono presenti il Colle Calvello e il Monte Ravola Scrima. Il terreno è costituito in prevalenza da rocce calcaree e argille oltre a rocce magmatiche (chiamate localmente preta nera). Non ci sono corsi d'acqua in superficie a causa della natura carsica del terreno, sono presenti invece diversi corsi sotterranei che alimentano sorgenti che sgorgano in più punti del territorio.
La fauna è quella tipica di queste latitudini e quindi volpi, cinghiali, donnole, faine, ricci e tassi. Tra i rettili la vipera e la biscia, tra gli uccelli il biancone, il nibbio bruno, la civetta, il pettirosso, la ghiandaia, il fringuello, il merlo il piccione selvatico.
La popolazione, un tempo residente nel centro storico, per via delle nuove esigenze abitative è ora distribuita tra il centro (circa un terzo) e la campagna.
Il centro storico conserva ancora l'impianto medievale con strette viuzze sormontate da cavalcavia; tuttavia non sono presenti edifici risalenti a tale periodo, ad eccezione del campanile parrocchiale. Le modeste abitazioni del centro dotate di caratteristiche scalette esterne sono affiancate da palazzetti più eleganti caratterizzati dai portali in pietra con gli stemmi di famiglia scolpiti.

### Clima
- Classificazione climatica: zona D, 1822 GR/G

## Storia

### Età antica
Non esistono notizie chiare circa l'origine di Giuliano, ma si può dire con certezza che il suo territorio, come tutto il Lazio, è abitato fin dalla preistoria. Tracce di questa presenza sono date dai pochi reperti litici trovati sul territorio: punte di freccia e pietre lavorate, (tra l'altro di difficile datazione).
Il suo territorio collinare e povero di corsi d'acqua, più adatto alla pastorizia che all'agricoltura, non deve aver favorito la presenza di una comunità stabile, piuttosto è sempre stato luogo di passaggio per le antiche popolazioni laziali che si spostavano dalla valle del Sacco verso gli antichi centri di Priverno e Terracina.
Stando alla leggenda tratta dall'XI libro dell'Eneide, Metabo re deposto di Priverno, dopo aver oltrepassato fortunosamente il fiume Amaseno con la piccola figlia Camilla: “Menò per monti solitari ed ermi e per grotte e per dumi e per orrende selve e tane di fere ebbe ricetto”, cioè passò la vita tra le montagne poste oltre il fiume Amaseno (rispetto a Priverno) verso i Monti Lepini e Ausoni e verso il territorio di Giuliano. L'Eneide pur essendo un poema epico sicuramente racchiude una parte di verità quando descrive il territorio oltre il fiume Amaseno privo di città e selvaggio, abitato solo da pastori. Così dovette rimanere almeno fino al IV secolo a.C., epoca in cui possiamo considerare conclusa l'occupazione romana di questi territori. I romani infatti, dopo numerosi scontri e alleanze con i Volsci e gli Ernici, dopo l'ennesima ribellione, nel 329 a.C., occuparono e distrussero l'antica città volsca di Priverno, insediandovi una loro colonia. Lo stesso processo di integrazione si ebbe per Fabrateria Vetus (odierna Ceccano).
Queste due città estesero la loro influenza ed i loro interessi economici sul territorio di Giuliano dove sorsero ville rustiche, cioè delle grandi fattorie dove si allevavano animali e si coltiva la terra. Gli abitanti di queste ville generalmente erano schiavi ed i proprietari le abitavano solo stagionalmente. Per collegare Privernum con Fabrateria Vetus fu costruita la via Marittima, i cui resti erano visibili fino a qualche decennio fa nei pressi della fontana di Pietralata. Gli anni che seguirono la caduta dell'Impero romano d'Occidente, i cosiddetti “secoli bui”, lo sono ancora di più per Giuliano, perché non abbiamo notizie di questo periodo. Nell'VIII secolo l'indebolimento del potere bizantino in Italia, lasciò Roma ed il territorio dell'attuale Lazio esposti alle mire espansionistiche dei longobardi che quasi sicuramente raggiunsero anche il territorio di Giuliano.

### Medioevo
Lasciando il terreno delle ipotesi, per trovare la prima notizia certa su Giuliano bisogna arrivare al 1125. Essa è tratta dalla Cronaca di Fossanova (o Annales Ceccanenses) cioè una cronologia di eventi composta tra il XII ed il XIII secolo da autore incerto, ma sicuramente vicino ai Conti de Ceccano.
Questi ultimi infatti dall'XI secolo furono i signori di Giuliano. Nella cronaca si legge che in quell'anno il papa Onorio II venne con il suo esercito a “Julianum” e lo incendiò insieme ad altri paesi vicini. L'episodio si collega alle continue lotte che avvenivano in quel periodo tra Papato e Impero. Ufficialmente era terminata la lotta per le investiture cioè la disputa tra Papa e Imperatore del Sacro Romano Impero, su chi avesse il potere di nominare vescovi e cardinali.
Era stato firmato nel 1122 il Concordato di Worms, ma i Conti di Ceccano, signori di Giuliano, non avevano ancora deposto le armi, ed insieme alla famiglia romana dei Frangipane ed al conte di Tuscolo osteggiavano il Papa e sostenevano l'antipapa Maurizio. In seguito a questa spedizione i conti di Ceccano Goffredo, Landolfo e Rainaldo giurarono fedeltà al Pontefice. Questa notizia, oltre a darci prova dell'esistenza dell'abitato, ci informa che esso già allora si chiamava Giuliano (Julianum). Sono state avanzate varie ipotesi del perché del nome Giuliano, ma fino ad oggi nessuna è parsa convincente.
Dalla Cronaca di Fossanova si hanno altre notizie riguardanti il XII secolo: Nel 1165 il paese fu saccheggiato due volte: prima dalle truppe di Federico Barbarossa che si opponeva al papa Alessandro III e poi dalle truppe papali che grazie all'aiuto di Guglielmo I re di Sicilia, ripresero il controllo del paese.
Nel 1187 Giuliano passò alle dirette dipendenze del papa e vi rimase fino all'elezione di Innocenzo III (1198), il quale era legato da rapporti di parentela con la famiglia Conti di Ceccano, ed in cambio del loro appoggio gli restituì le terre. A testimonianza dei loro buoni rapporti c'è la sosta che Innocenzo III fece a Giuliano nel 1208, mentre si recava nell'abbazia di Fossanova. Il conte Giovanni da Ceccano organizzò per lui banchetti e tornei, dei quali la Cronaca di Fossanova fornisce una precisa descrizione.
I Conti di Ceccano restarono i signori di Giuliano per tutto il XIII e per buona parte del XIV secolo, finché non entrarono in contrasto con i Caetani che avevano accresciuto il loro potere nel XIV secolo grazie al pontificato di Bonifacio VIII (Benedetto Caetani). In seguito al trasferimento della Curia papale ad Avignone (1309-1377) ci fu una grande instabilità sia a Roma sia nelle province di campagna e marittima: i Caetani lottarono con i Conti di Ceccano ed i Colonna per il controllo dei feudi. Giuliano era un possedimento ambito perché, situato in posizione strategica, permetteva il controllo della Via Marittima nel passaggio tra la Valle del Sacco e quella dell'Amaseno, che in quegli anni, a causa dell'impraticabilità della Appia, era un passaggio obbligatorio per chi da Roma voleva dirigersi a Terracina, Gaeta o nel Napoletano.
I Caetani (o Caietani) strapparono più di una volta Giuliano ai Conti (1353, 1363), i quali ne rientrarono in possesso, la prima volta con azioni belliche e la seconda volta grazie allo matrimonio di Nicola III di Ceccano con Miozia Caetani. Nella seconda metà del XIV secolo Giuliano subì i saccheggi di Francesco o "Cecco” da Ceccano, che si opponeva a suo zio Tommaso, ed era appoggiato da Niccolò Caetani di Fondi. Fu in questo periodo funesto che furono distrutti ed abbandonati definitivamente i feudi di Cacume e Monte Acuto.
Nel 1420 Sveva Caetani sposò Lorenzo Colonna portandogli in dote alcune terre tra cui Giuliano. Suo fratello, Francesco Caetani, attraverso un falso testamento tolse Giuliano a Sveva, la quale si rivolse alla Camera Apostolica e riuscì a riottenerlo. Nel 1501 Papa Alessandro VI in contrasto con i Colonna, diede Giuliano al fanciullo Rodrigo d'Aragona, figlio di Lucrezia Borgia (quindi suo nipote), ma alla morte del Papa (1503) ritornò a questi ultimi. Il loro governo durò ininterrottamente fino al 1816, con l'esclusione degli anni 1541-49 e 1556-57, quando fu loro confiscato rispettivamente da Paolo III e Paolo IV.

### Età moderna
L'ostilità di Paolo IV verso i Colonna, fece scoppiare una guerra tra la Spagna di Filippo II e lo Stato Pontificio. Giuliano così come molti altri feudi di Campagna sopportò dei saccheggi dovuti a questa guerra.
Dopo il Trattato di Cave (1557) imposto dagli spagnoli, Giuliano tornò a Marcantonio Colonna, il quale diventò un fedele alleato dei successori di Paolo IV. Con la vittoria conseguita nella battaglia navale di Lepanto contro i turchi acquistò per i suoi discendenti rispetto e autorità all'interno della Curia papale ed il solido possesso dei suoi feudi. Il XVII ed il XVIII secolo furono per Giuliano ed in generale per lo Stato Pontificio secoli di pace. La popolazione locale pur soggetta a duri ritmi di vita e ad una economia di sussistenza, seppur lentamente, aumentò di numero passando dai 1 053 abitanti del 1662 ai 1486 del 1736. Furono pertanto necessarie delle modifiche al centro abitato che assunse in questi secoli l'aspetto che ha tuttora; il castello Colonna sul finire del 1700, con il venire meno delle esigenze difensive, fu ceduto alla comunità locale che lo demolì per costruire la chiesa parrocchiale, più grande della precedente.
Sul finire del XVIII secolo Giuliano subì, come tutto lo Stato Pontificio, l'occupazione francese e il 28 febbraio 1798 vi fu proclamata la Repubblica romana. (La Repubblica Romana aveva i suoi organi di potere a Roma però in ogni paese si tennero delle cerimonie di proclamazione).
A partire da questi anni, si sviluppò anche in questa parte della Campagna e Marittima il fenomeno del brigantaggio, alimentato dal subbuglio portato dalle truppe francesi, ed in particolare dal desiderio dei giovani di sfuggire alla coscrizione obbligatoria (servizio militare), il tutto aggravato dalle persistenti condizioni di miseria delle classi meno agiate che esercitarono in questo modo una sorta di protesta sociale. L'occupazione francese durò fino al 1814, quando Napoleone Bonaparte fu sconfitto a Lipsia, ma il brigantaggio durò per un altro decennio circa. Così il papa Pio VII, dopo aver concesso un'amnistia a tutti i briganti accusati di delitti contro l'Impero napoleonico, si ritrovò a combattere questo problema. Giuliano diede i natali ai capobanda Luigi Masocco e Giovanni Rita, che facevano parte della banda di Antonio Gasbaroni, ed a molti altri briganti. Ancora oggi la popolazione giulianese ricorda leggende legate ai briganti.

### Età contemporanea
Nel 1816 furono aboliti i diritti feudali e Pio VII diede uniformità amministrativa allo Stato Pontificio ereditando in parte il modello dato dall'esperienza francese. Lo Stato fu ripartito in 17 delegazioni (analoghe ai circondari napoleonici e alle attuali province), rette ciascuna da un delegato, distribuite per importanza in tre classi. Giuliano rientrò nella delegazione di 2ª classe di Frosinone.
I beni di casa Colonna furono acquistati dai membri delle famiglie più abbienti, che ricoprivano gli incarichi più importanti nella comunità locale.
Con la presa di Roma del 1870, Giuliano entrò a far parte del Regno d'Italia prendendo la denominazione di Giuliano di Roma, perché rientrante nella provincia di Roma.
Per tutto il XIX secolo la popolazione di Giuliano continuò ad avere una lenta, ma costante crescita, accentuata nell'ultimo ventennio del secolo XIX e nel primo decennio del Novecento. Questo fa pensare ad un miglioramento delle condizioni di vita, perché non ci furono in quegli anni immigrazioni tali da spiegare questo aumento. Con l'aumento della popolazione vennero a mancare gli spazi sufficienti per la pastorizia, che era l'attività più diffusa e per molti non restò che la strada dell'emigrazione. Le destinazioni verso le quali si rivolsero i giulianesi furono il Nord America ed il Sud America. Dal censimento della Popolazione del 1911 risulta che su 3 174 abitanti ben 423 erano emigrati verso l'estero e 53 verso altri comuni italiani. A causa di questi spostamenti la popolazione, aumentata velocemente, altrettanto velocemente diminuì, e già nel 1913 era scesa a 2 708 abitanti. Il fenomeno emigratorio interessò Giuliano fino agli anni sessanta.
Il 13 gennaio 1915 il paese fu danneggiato dal terremoto della Marsica: crollò il timpano della chiesa parrocchiale causando la morte di una donna e del suo bambino ed il momentaneo abbandono del centro abitato. Qualche mese più tardi l'Italia entrò nella prima guerra mondiale e dei molti giulianesi chiamati alle armi quarantatré non fecero più ritorno. Nel 1927 Frosinone diventò provincia e Giuliano ne entrò a far parte pur conservando la specificazione "di Roma".
Nel 1940 scoppiò la seconda guerra mondiale che portò lutti e rovine tra la popolazione. A partire dal 6 novembre 1943, le truppe corazzate tedesche della Divisione Goering sostarono nel territorio di Giuliano ed operarono spietati rastrellamenti per fornire di manodopera il fronte di Cassino. Nel gennaio 1944 le truppe tedesche lasciarono momentaneamente Giuliano, allarmati dallo sbarco effettuato dagli alleati ad Anzio. Ma ai primi di febbraio essi tornarono numerosi. Il 23 maggio il paese subì un bombardamento alleato che provocò la morte di un'intera famiglia e danni alle abitazioni. A fine maggio ci furono violenti scontri tra i soldati tedeschi e le truppe di colore del corpo di armata francese, le quali avanzando effettuarono anche saccheggi e violenze, soprattutto verso le donne. Nelle marocchinate compiute dalle truppe maghrebine in totale furono stuprate nel comune 30 donne.
Il 29 maggio 1944 si ritirarono gli ultimi soldati tedeschi e finì la guerra per i giulianesi. In tutto furono diciannove i civili deceduti, oltre a venti soldati morti nei vari fronti e diversi dispersi. Nel dopoguerra Giuliano ha iniziato una lenta ripresa; si è verificata un'espansione urbanistica che ha interessato sia le zone attigue il centro storico sia le campagne. Sono state costruite molte opere pubbliche indispensabili alla popolazione come le scuole, l'acquedotto (1954), sono state asfaltate ed illuminate molte strade. Questi ed altri provvedimenti, uniti allo sviluppo economico dell'Italia ed in particolare della Provincia di Frosinone, hanno cambiato radicalmente la vita del paese, che è passato da un'economia prettamente agricola e pastorale ad una basata sul settore terziario e l'industria.

### Simboli
Lo stemma e il gonfalone del comune di Giuliano di Roma sono stati concessi con decreto del presidente della Repubblica del 23 maggio 2016.
Il gonfalone è un drappo di giallo con la bordatura di azzurro.

## Monumenti e luoghi d'interesse

### Architetture religiose

#### Chiesa Santa Maria Maggiore
La primitiva chiesa "urbana" di Giuliano, dedicata a S. Maria, esisteva già verso il 1000: era posta accanto al castello dei Colonna ed era più piccola della chiesa attuale.
Nel 1766 si decise di demolire l'antica chiesa per edificarne una più spaziosa e quindi più adatta alle esigenze della popolazione in crescita. La costruzione fu terminata dopo 16 anni e la chiesa venne consacrata il 25 maggio del 1784. Nel corso degli anni ha subito diversi restauri e modifiche. Nel 1846 venne restaurata per la prima volta con l'aggiunte delle dorature e la ripulitura delle pareti.
La facciata della chiesa (specialmente il timpano) ed il campanile furono gravemente danneggiati dal terremoto della Marsica (13 gennaio 1915) e da un disastroso fulmine, che richiesero negli anni '30 del Novecento un nuovo restauro (Mons. Giuseppe Sperduti); altri lavori di riparazione, di doratura degli stucchi, di adattamento dell'interno alla riforma liturgica, di collocazione delle vetrate e dei portoni di bronzo sono stati eseguiti recentemente (don Alvaro Pietrantoni e padre Giovanni Foschi). Il restauro, eseguito tra il 2006 ed il 2008 ha comportato il rifacimento della pavimentazione e l'avanzamento dell'altare settecentesco con valorizzazione dei colori originali. Infine, nel 2010 sono state portate agli antichi colori la volta dell'abside e le due cappelle ai suoi lati.
La slanciata facciata si erge sulla piazza antistante e si articola su due registri, divisi da un forte cornicione e da potenti lesene, che scandiscono e alleggeriscono l'imponente fronte, creando con le nicchie, i portali, le finestre, le modanature una movimentata parete ricca di ombre e di luci. Le due volte della parte superiore raccordano armoniosamente lo slancio del timpano con la parte inferiore robusta e massiccia. Opera recente sono i tre portoni di bronzo della facciata. In quello centrale sono scolpite le scene dell'annunciazione della Madonna con le effigi di San Biagio (patrono di Giuliano), Sant'Ambrogio martire e di Santa Maria Salome (patroni della diocesi di Frosinone-Veroli-Ferentino).
Il portone di sinistra è dedicato alla Beata Caterina Troiani, fondatrice delle suore del Cuore Immacolato di Maria (già Missionarie d'Egitto); quello di destra è dedicato a Sant'Agostino. Tutta la costruzione realizza una splendida architettura barocco-neoclassica di evidente tradizione romanica.
Ha tre navate: quella centrale con il transetto forma un'armoniosa pianta a croce latina (41 m lunga; transetto 21 m; 17 m di altezza) con slanciata volta a botte e con leggera cupola a pennacchi culminante in un'agile lanterna. Le due navate laterali sono fiancheggiate da 6 cappelle con cornici curvilinee per le pale degli altari.
Il coro ligneo è formato da 22 stalli divisi da bracci con capitelli intarsiati in legno di noce. Fu realizzato nel 1784 da Fioravante Frattazzi di Guarcino.

#### Campanile
È uno dei simboli di Giuliano in quanto si erge possente sulle case del centro storico e domina tutta la vallata dal passo della Palombara all'Amaseno (fiume). Con i suoi circa trenta metri di altezza è inoltre l'edificio più alto del paese.
Anticamente era il maschio della rocca dei Colonna, costruito presumibilmente intorno al XV secolo per volere della stessa famiglia che è stata feudataria di Giuliano per circa quattro secoli. La rocca, oltre al maschio, era formata da un muro di cinta, ai cui angoli svettavano quattro torri cilindriche di circa undici metri. Al suo interno c'era un pozzo oggi scomparso e presumibilmente degli spazi abitabili. Complessivamente non era una rocca molto grande.
Nel 1766, quando si decise di demolire l'antica chiesa di Santa Maria Maggiore per edificarne una nuova dalle fondamenta, la famiglia Colonna cedette la rocca ormai diruta alla comunità locale che poté realizzare i lavori previsti. Le due torri poste sul lato opposto della chiesa furono invece demolite nel 1822 da Francesco Felici, che le acquistò per ampliare la propria abitazione. Oggi dell'antica rocca resta soltanto il maschio, come già detto, il muro di cinta che si affaccia su piazza Santa Maria Maggiore ed una parte della torre cilindrica del lato sud visibile sempre dalla piazza, le cui fondamenta sono state riportate alla luce nella chiesa Santa Maria Maggiore, vicino alla porta sinistra d'ingresso.
Sono quattro le campane collocate nell'antica torre di cui il campanone è quella principale e viene fatta suonare, a mano, soltanto nelle grandi feste. Ha un peso di otto quintali ed un batocchio di 22 chili. Fu fatta rifondere, perché lesionata nel 1930, su iniziativa dell'Arciprete Sperduti e della locale associazione dei Mutilati ed invalidi di Guerra.
Sulla parete che guarda la piazza Santa Maria Maggiore è stato collocato fin dal XVIII secolo un orologio funzionante inizialmente grazie ad un meccanismo a pendolo, cambiato e riparato varie volte nei secoli e infine sostituito da quello attuale alimentato ad energia elettrica.

#### Chiesa di San Rocco
La chiesa di San Rocco, dedicata inizialmente a San Sebastiano, è situata in Borgo Vittorio Emanuele, nel centro della vita civile di Giuliano, vicino alla Casa Comunale e circondata da abitazioni. La sua costruzione si fa risalire almeno al Basso Medioevo, periodo in cui, secondo la consuetudine si costruivano e dedicavano a San Sebastiano le chiese poste all'ingresso degli abitati, con lo scopo di tenere lontano le pestilenze. A partire dal ‘400 si iniziò ad attribuire questa funzione protettrice a San Rocco e per tale motivo alla piccola chiesa si associò anche il nome del santo francese. Dalla visita pastorale del 1585 sappiamo che la chiesa era più piccola di quella che vediamo oggi. Aveva l'ingresso verso sud ed era lunga quanto ora è larga. Nel ‘600 fu ingrandita tanto a destra che a sinistra e chiuso l'ingresso antico, si aprì quello che tuttora si vede verso ovest. Sulla parete dov'era l'antica porta d'ingresso (visibile oggi dall'esterno), fu eretto l'altare di S. Sebastiano e di fronte ad esso l'altare dedicato a San Rocco, in cui fu posta la statua.
Nel 1840, la chiesa aveva bisogno di un urgente restauro: era venuta meno tutta l'intonacatura, mancava il presbiterio, il tetto era mal costruito, retto da un'intraviata a forbice che poi cadde. I muri mal costruiti, a causa delle intemperie, si erano talmente deteriorati da non poter più essere usati se prima non fossero stati restaurati dalle fondamenta. Nel 1855 la popolazione di Giuliano fu colpita dall'epidemia del Colera morbus e si affidò ai santi protettori Biagio, Rocco e Sebastiano. Terminata l'epidemia, in segno di ringraziamento, si decise di restaurare la chiesa: i muri laterali furono riedificati e fortificati con quattro colonne formate con grosse pietre scalpellate, sulle quali poggiano le due arcate di peperino lavorato che sostengono il tetto. La facciata fu riedificata, furono rifatte le porte e le finestre, fu rinnovato il pavimento della chiesa e della sacrestia, furono ricostruiti i tre altari, con l'aggiunta di altri due. Terminati i lavori nell'agosto 1863, la chiesa fu nuovamente consacrata.
In attuazione alle direttive del Concilio Vaticano II, negli anni '60 del Novecento furono demoliti gli altari laterali e staccato dalla parete quello principale.
Nel 2008 sono state ristrutturate le pareti esterne ed è stata modificata la scalinata di accesso nell'ambito dei lavori di riqualificazione di Borgo Vittorio Emanuele.
Nella chiesa sono conservate le statue lignee dei santi Sebastiano e Rocco titolari della chiesa. Entrambe sono molto antiche e vengono citate già nella visita pastorale del 1585. La statua di San Rocco lo vede raffigurato secondo l'iconografia tradizionale: il Santo, in abiti da pellegrino, scopre la coscia sinistra indicando la piaga dovuta alla peste, dalla quale fu colpito e dalla quale guarì, diventando così il protettore da questo male. Ai suoi piedi c'è un cagnolino con una pagnotta di pane in bocca, perché secondo la tradizione fu questo animale che lo salvò leccandogli le ferite e portandogli quotidianamente del pane. L'immagine sacra viene portata in processione per le vie del paese il 16 agosto. Dopo il rito, nella piazza antistante la chiesa, vengono benedetti i pani (panuncegli), preparati gratuitamente in segno di devozione da alcuni cittadini giulianesi, i quali, al termine della processione, li distribuiscono ai fedeli secondo una tradizione secolare.

#### Chiesa di San Biagio
Posta subito fuori dall'abitato, alle falde del monte Siserno, sorge la chiesa di San Biagio. La sua origine è molto antica se, come si legge dalla targa posta sul portone d'ingresso, è stata restaurata la prima volta nel 1091. Dalle visite pastorali sappiamo che sul finire del XVI secolo la chiesa dipendeva dai canonici di Santa Maria Maggiore. La sua custodia era affidata ad uno o più eremiti nominati dal Vescovo, che hanno dimorato in un locale vicino alla chiesa fino al XVIII secolo. Sul finire del XVII secolo venne costruita la sacrestia e ristrutturati gli interni. Nel 1692 mons. Antonelli ordinò di ornare con pitture gli interni: a questo periodo deve risalire l'affresco, unico ancora rimasto nella chiesa, raffigurante il martire San Sosio. Un altro restauro fu eseguito nel 1863, quando venne costruito anche il terrazzamento in pietra che si vede ancora oggi. L'ultimo restauro fu eseguito nel 1969 ed ha interessato il consolidamento e la ripulitura delle strutture murarie e la sistemazione delle finestre e dell'altare.
La chiesa è ad una sola navata (15 x 6,20), l'interno è assai semplice con copertura a travature lignee, sostenute da tre arconi in muratura, poggianti, tramite lineari cornici in pietra, su poderosi pilastri. Queste strutture assicurano solidità alle pareti della chiesa e nello stesso tempo assolvono una piacevole funzione estetica, poiché interrompono la monotonia lineare dell'aula unica, scandendo lo spazio in quattro campate rettangolari, non perfettamente uguali tra loro.
Nella parete di fondo del presbiterio è incassata a circa 2 metri dal pavimento, la nicchia che conteneva la statua lignea di San Biagio. Tale statua, come quella di San Rocco è molto antica ed è menzionata già nella visita pastorale del 1581. Oggi è conservata nella sacrestia della chiesa Santa Maria Maggiore e viene portata in processione dai fedeli giulianesi la sera dell'ultimo sabato di agosto, partendo proprio dall'antica chiesa che l'ha ospitata per secoli.
Fino a qualche decennio fa le mamme ammonivano i figli con la minaccia che se fossero andati alla chiesa di San Biagio gli sarebbe apparso il “fraticello”. Questa tradizione orale ricorda la presenza sul posto dei frati eremiti.

#### Santuario della Madonna della Speranza
Situato sulla strada principale a circa 1.200 metri dal centro storico, il santuario della Madonna della Speranza è santuario mariano costruito intorno al XVIII secolo.
Dentro la chiesa, di stile barocco, l'immagine della Madonna della Speranza, risalente al XVI secolo, rappresenta Maria con in braccio Gesù Bambino che tiene in mano il mondo, In basso a sinistra è dipinto S. Antonio da Padova e in basso a destra S. Nicola da Tolentino. È stata consacrata al culto il 20 giugno 1762 da monsignore Tosi. 
È dovuta a un fatto prodigioso, avvenuto sette anni prima, riconosciuto tale dalla chiesa la nomina a santuario. Molti sono i miracoli attribuiti alla Madonna della Speranza, l'ultimo durante il secondo conflitto mondiale.
Il 23 maggio 1944 durante un bombardamento alleato, con la chiesa piena di fedeli impauriti che si rifugiavano una bomba d'aereo sfondò il tetto, ma non esplose. Oggi è conservata all'interno del presbiterio.
Tutti i fedeli rimasero incolumi. Il santuario subì comunque un forte danneggiamento e solo tra la fine degli anni quaranta e l'inizio degli anni cinquanta fu riparato.

#### Monumento ai caduti della "Grande Guerra"
Alla fine di viale Guglielmo Marconi, davanti al lato destro dell'antica Chiesa di San Rocco vi è il monumento ai caduti della prima guerra mondiale, edificato alla fine degli anni '60.
La statua rappresenta un fante di brigata che ha sulla mano un angelo che regge una corona di alloro, probabilmente il simbolo della vittoria. Dietro, sul lato sinistro c'è una grande targa che riporta l'elenco dei cittadini Giulianesi caduti durante il conflitto. Nel 1994 è stata posta sul lato destro un'altra grande targa con i nomi dei caduti durante la seconda guerra mondiale. Sempre ai due lati ci sono due pennoni portabandiera usati durante le commemorazioni.
Il monumento è stato restaurato nel 2009, e la base marmorea, in cattivo stato è stata rimossa, sostituita da pietre laviche che contengono terra per una fioriera, mentre la statua è stata ripulita e riportata all'antico splendore. Nel restauro sono stati rimosse le quattro carcasse di bombe che con una catena metallica saldata sulla punta recintavano il monumento.

## Società

### Evoluzione demografica
Abitanti censiti

### Dialetti
Similmente agli altri del territorio centrale della provincia di Frosinone nel quale passa la linea che divide i dialetti mediani da quelli meridionali, il dialetto giulianese è un dialetto di transizione tra i dialetti laziali centro-settentrionali ed i dialetti laziali meridionali.

## Economia
L'agricoltura, mai stata prospera a causa della natura del terreno, negli ultimi decenni si è ridotta quasi esclusivamente alle colture di vite e ulivo che segnano la morfologia della campagna giulianese. I terreni non lavorati dall'uomo presentano una vegetazione mista tra la biotica mediterranea e quella più tipicamente appenninica, con prevalenza di boschi di lecci (monte Siserno), querce, faggi, castagni, tassi.
Di seguito la tabella storica elaborata dall'Istat a tema Unità locali, intesa come numero di imprese attive, ed addetti, intesi come numero di addetti delle imprese locali attive (valori medi annui).
|                  | 2015                  |                              |                            |                |                       |                     | 2014                  |                | 2013                  |                |
| ---------------- | --------------------- | ---------------------------- | -------------------------- | -------------- | --------------------- | ------------------- | --------------------- | -------------- | --------------------- | -------------- |
|                  | Numero imprese attive | % Provinciale Imprese attive | % Regionale Imprese attive | Numero addetti | % Provinciale Addetti | % Regionale Addetti | Numero imprese attive | Numero addetti | Numero imprese attive | Numero addetti |
| Giuliano di Roma | 93                    | 0,28%                        | 0,02%                      | 153            | 0,14%                 | 0,01%               | 86                    | 144            | 88                    | 155            |
| Frosinone        | 33.605                |                              | 7,38%                      | 106.578        |                       | 6,92%               | 34.015                | 107.546        | 35.081                | 111.529        |
| Lazio            | 455.591               |                              |                            | 1.539.359      |                       |                     | 457.686               | 1.510.459      | 464.094               | 1.525.471      |

Nel 2015 le 93 imprese operanti nel territorio comunale, che rappresentavano lo 0,28% del totale provinciale (33.605 imprese attive), hanno occupato 153 addetti, lo 0,14% del dato provinciale; in media, ogni impresa nel 2015 ha occupato un addetto (1,65).

## Amministrazione
Nel 1872 Giuliano cambia denominazione in Giuliano di Roma.
Nel 1927, a seguito del riordino delle circoscrizioni provinciali stabilito dal regio decreto n. 1 del 2 gennaio 1927, per volontà del governo fascista, quando venne istituita la provincia di Frosinone, Giuliano di Roma passò dalla provincia di Roma a quella di Frosinone.

### Altre informazioni amministrative
- Fa parte della Comunità montana Monti Lepini, Ausoni e Valliva